# Kameanka, Litîn
Kameanka (în ucraineană Кам`янка) este un sat în comuna Osolînka din raionul Litîn, regiunea Vinnița, Ucraina.

## Demografie
Componența lingvistică a localității Kameanka
     Ucraineană (100%)
Conform recensământului din 2001, toată populația localității Kameanka era vorbitoare de ucraineană (100%).